# Route nationale 414
Pour les articles homonymes, voir Route 414.
La route nationale 414, ou RN 414, est une ancienne route nationale française reliant Moyenvic à Rambervillers.
À la suite de la réforme de 1972 transférant certaines routes nationales aux départements, elle est devenue la RD 914 dans les départements de Meurthe-et-Moselle et de la Moselle et RD 414 dans les Vosges.

## Tracé
- Moyenvic D 914 (km 0)
- Arracourt (km 7)
- Valhey (km 14)
- Einville-au-Jard (km 17)
- Lunéville (km 25)
- Rehainviller (km 30)
- Xermaménil (km 32)
- Gerbéviller (km 38)
- Moyen (km 43)
- Magnières (km 46)
- Saint-Pierremont D 414 (km 49)
- Roville-aux-Chênes (km 56)
- Rambervillers (km 61)